# Külheimer Mühle
Külheimer Mühle ist ein Ortsteil im Stadtteil Moitzfeld von Bergisch Gladbach.

## Geschichte
Die Külheimer Mühle ist ein Einzelgebäude an der Einmündung der Straße Juckerberg auf den Jucker Weg. Sie wurde in der Mitte des 19. Jahrhunderts als Mehlmühle ausgebaut und als solche betrieben. Anfang des 20. Jahrhunderts wurde der Betrieb wieder eingestellt. Heute dient das Gebäude nur noch zu Wohnzwecken.